# يوليوس بايتز
يوليوس بايتز (2 فبراير 1935 - 15 نوفمبر 2019) كان أسقفًا بولنديًا للكنيسة الكاثوليكية. شغل منصب أسقف لومزا من عام 1982 إلى عام 1996 ورئيس أساقفة بوزنان من عام 1996 إلى عام 2002. في عام 2002، اتُهم بالتحرش الجنسي بالطلبة اللاهوتيين واستقال في نفس العام. وبعد ذلك، أصبح بايتز رئيس أساقفة فخريًا.
وعلى الرغم من منعه من ممارسة وزارته نتيجة لهذه الاتهامات، إلا أنه استمر في القيام بذلك ولم يُحاسب قانونيًا على الاعتداء الجنسي المزعوم.

## السيرة
ولد بايتز في 2 فبراير 1935 في بوزنان ورسم كاهنًا في 28 يونيو 1959 في كاتدرائية بوزنان على يد رئيس الأساقفة أنتوني بارانياك. كان يعمل أمينًا في أبرشيات أوسترو ويلكوبولسكي وبوزنان. عاش في إيطاليا من سنة 1967 إلى سنة 1982. عمل في أمانة سر مجمع الأساقفة. وفي عام 1976 عين أسقفًا لغرفة استقبال البابا. تعاون مع الباباوات بولس السادس ويوحنا بولس الأول ويوحنا بولس الثاني. في عام 1981 حصل على وسام صليب القائد من وسام الاستحقاق البرتغالي.

## أسقف
في 20 ديسمبر 1982، قاموا بتعيين بايتز أسقفًا لمدينة لومزا. عين أسقفًا في 6 يناير 1983 في كنيسة القديس بطرس من قبل البابا يوحنا بولس الثاني وتولى أبرشيته في 13 مارس 1983.
في 11 أبريل 1996 عين رئيس أساقفة بوزنان.

## اتهامات الإساءة
في عام 2002، اتُهم بايتز بالتحرش الجنسي بالطلاب في المدارس الدينية. وذكرت إحدى الصحف البولندية أن «ميوله المثلية كانت معروفة منذ عامين على الأقل، وقد رفض رئيس إحدى المدارس الدينية السماح له بالالتحاق بها». وقالت إن التحقيق الذي أجراه الفاتيكان أكد جوهر الاتهامات الموجهة إلى بايتز، والتي استمر في إنكارها. وقال: «أنفي كل المعلومات التي نشرتها وسائل الإعلام وأؤكد لكم أنها تفسير خاطئ لكلماتي وسلوكي... إن أكبر المجرمين لديهم الحق في عدم الكشف عن هويتهم ما لم تقرر المحكمة خلاف ذلك. لقد حُرمت من ذلك. لقد حكمت علي وسائل الإعلام بالفعل وأصدرت أحكامًا علي». ووصف البابا يوحنا بولس الثاني الأمر بأنه «فضيحة خطيرة». قبل استقالته وفرض عليه عقوبات، ومنعه من ممارسة خدمته كأسقف. قال بايتز: «لم يفهم الجميع موقفي المنفتح تجاه الناس ومشاكلهم».
وقد ورد في عام 2010 أن البابا بنديكتوس السادس عشر رفع هذه القيود، وهو ما نفاه المتحدث باسم الفاتيكان فيديريكو لومباردي قائلاً إن «إعادة تأهيله كانت بلا أساس». وظل بايتز رئيس أساقفة فخريًا، بعد أن حل محله في بوزنان ستانيسلاف جاديكي في اليوم الذي تقاعد فيه في عام 2002. واستمر في المشاركة في الرسامات الأسقفية وظهر على شاشة التلفزيون البولندي وهو يحيي البابا بنديكتوس السادس عشر في زيارته إلى بولندا في عام 2006.
في عام 2016، عندما خطط بايتز للمشاركة في احتفال في بوزنان بالذكرى الـ 1050 للمسيحية في بولندا، ذكّره السفير البابوي في بولندا، رئيس الأساقفة سيليستينو ميغليوري، بأنه ليس من المفترض أن يفعل ذلك. وكتب: «لقد زرعت الأخبار الإعلامية عن مشاركتكم في الاحتفالات الرسمية بالذكرى السنوية لمعمودية بولندا حالة جديدة من الاضطرابات غير الضرورية والضارة للكنيسة في بولندا والكرسي الرسولي. إنها تتناقض بشكل صارخ مع التعليمات التي أعطيت لكم». وعلق بايتز: «لماذا لا؟ أنا على أرض الوطن هنا».